# 이브 본푸아
이브 본푸아(1923년 6월 24일 ∼ 2016년 7월 1일)는 프랑스의 작가이다. 에드몽 자베스와 더불어 프랑스 안에서 "비할 바 없는 시인"으로 평가받기도 한다.

## 생애
1923년 6월 24일, 프랑스 중부지방의 도시 투르에서 태어났다. 초등학교 시절, 로트 지방의 생피에르 투아라크에 있는 외가에서 여름방학을 보낸다. 고향 도시 투르의 삭막한 거리가 담고 있는 일상적이고 관습적인 모습과는 달리, 삶의 근원을 담고 있는 듯한 거친 고원지대 투아라크의 풍경으로부터 소년 본푸아는 장차 시학의 중심이 되는 사물들의 현존에 대한 강한 인상을 받는다.
1941년, 대학입학자격시험 철학과 수학 과목에 통과하고 데카르트 고등학교의 수학 상급반에 들어가며, 그다음 해에 푸아티에 대학교에서 일반 수학을 전공하지만, 시에 대한 열정으로 파리로 올라간다. 브라우네르, 위바크 등 초현실주의 화가들과의 교류를 시작한다. 1945년 ≪혁명, 밤≫이란 잡지를 공동으로 창간했으나, 이 잡지는 제2호까지 나오고 중단된다. 이 잡지에 ＜새로운 객관성＞이란 글을 실으면서 본격적으로 작가의 길을 걷는다.
1953년, 첫 시집 ≪두브의 움직임과 부동성에 대해≫를 출간하고, 1959년에 시와 예술에 대한 에세이 ≪있음 직하지 않은 것≫을 발표한다. 1962년에는 그의 대표적인 작가론 ≪랭보≫가 나온다. 이후 시집 ≪반플라톤≫, ≪글로 쓰인 돌≫을 발표하고, 수많은 시집 및 산문집, 문예 비평집을 낸다. 특히 1972년에 출간된 ≪저 너머의 나라≫는 삶의 근원에 대한 깊은 성찰이 아름다운 문체로 드러난 산문의 백미로 평가되고 있다.
1987년에는 오랜 침묵 끝에 시집 ≪빛 없이 있던 것≫을 발표하는데, 이 작품은 그의 창작 기간의 중심에 탄생된 것이며 그의 시학이 가장 명료하게 시어를 통해 드러난 걸작으로 평가되고 있다.

## 빛 없이 있던 것 Ce qui fut sans lumière
본푸아가 시의 앞날을 향해 나아가는 길에는 늘 동행이 있다. “우리”라고 지칭되는 두 존재의 가닿은 시선은 역사를 꿰뚫고 우주를 공명시키며 불사조의 날갯짓으로 다가와 우리의 뇌리에 박힌다. 과연 시란 무엇인가? 본푸아는 문학의 근본을 묻고 있다. 시인은 ≪저 너머의 나라≫에 대한 아름다운 동경과 깊은 성찰을 거친 후, 오랜 침묵 끝에 우리에게 시학의 정점을 이루고 있는 ≪빛 없이 있던 것≫을 추억처럼 드러내고 있다.
‘빛 없이 있던 것’은 어둠의 존재다. 지각을 거부하는 밤의 세계는 사물들이 자신의 유한성을 드러내지 않은 채 가장 완벽한 모습으로 살 수 있는 공간이다. “비밀스런 램프”를 들고 떠나는 자들은 밖의 세계, “차가운 풀숲”으로 나아간다. 축제의 저녁은 끝나 가고, 언어의 과잉과 열기와 거짓 진술들은 어둠의 재로 묻혀 간다. 만약 우리가 영원성을 희망한다면 우리의 실체는 존재하지 않는 것이다. 우리가 ‘있었던가’라는 근원적인 질문이 여기서 나오게 된다. 우리는 과연 이 “축제의 저녁”을 지새웠는지 아무런 증거가 없다. 우리의 실체가 명징성을 상실한 채, 새벽은 다가오고, “목소리”는 또다시 들려온다. 그것은 새벽에 울려 퍼지는 “개 짖는 소리”이며, 과거 목동이 불던 사라지지 않는 호적 소리인 것이다. 하루를 여는 이 소리들의 원초성과 그 생명의 순수성, 시인이 환기해야 하는 것은 바로 이런 변질될 수 없는 생명체들의 몸짓인 것이다. 그 몸짓은 어느 언어보다 우월하기 때문이다.
- 한대균 역, 지만지